# مکتب اعتدال

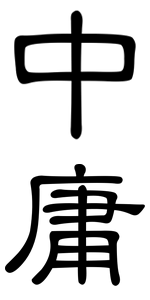
نماد مکتب اعتدال

مکتب اعتدال (به چینی: 中庸، آوانویسی چینی: zhōng yōng، به انگلیسی: Doctrine of the Mean) نام یکی از مکاتب آیین کنفسیوس و همچنین یکی از چهار کتاب فلسفه کنفسیوسی است. این کتاب به زی سی (به نام دیگر کونگ جی) که تنها نوه کنفسیوس بوده نسبت داده می‌شود. این کتاب در دوبله سریال افسانه دونگ یی در صدا و سیمای جمهوری اسلامی ایران با نام اصول تفکر ترجمه شده است.